# Jack Gleeson
Jack Gleeson (Cork; 1992. május 20. –) ír színész, ismert az HBO Trónok harca című sorozatából, Joffrey Baratheon szerepében.

## Életútja
Gleeson az írországi Corkban született. Hétévesen kezdett színészkedni az Independent Theatre Workshop-ban. Kezdetben kisebb szerepei voltak: Batman: Kezdődik! (2005), Varázsgomba – Készen állsz a végső utazásra? (2007) és A Shine of Rainbows (2009). 2010-ben főszerepet játszott az Alicia Duffy által rendezett All Good Children című filmben.
Leghíresebb szerepe Joffrey Baratheon volt az HBO Trónok harca című sorozatában. 2009. július 19-én válogatták be a sorozatba. Már a kezdeti szereplőgárda tagja volt, és a sorozat második és harmadik évadjában is feltűnik. Joffrey szerepében nagy hatással volt rá a Joaquin Phoenix által megformált Commodus a Gladiátor című filmből.
Gleeson a Trinity College hallgatója Dublinban. 2012-ben ösztöndíjra jelölték az egyetemen. Eredetileg úgy gondolta, hogy ha a Trónok harcában véget ér a szerepe, a színészi pálya helyett a tudományos karriert választja. A dublini székhelyű Collapsing Horse and Theatre Company alapítója és rendezője.